# Eleições legislativas portuguesas de 1985 no distrito de Aveiro
| Eleições legislativas portuguesas de 1985 Distritos: Aveiro \| Beja \| Braga \| Bragança \| Castelo Branco \| Coimbra \| Évora \| Faro \| Guarda \| Leiria \| Lisboa \| Portalegre \| Porto \| Santarém \| Setúbal \| Viana do Castelo \| Vila Real \| Viseu \| Açores \| Madeira \| Estrangeiro |

## Resultados por Concelho
Os resultados nos concelhos do Distrito de Aveiro foram os seguintes:

### Águeda
| Partido                 | Partido                       | Votos  | %               | +/-   |
| ----------------------- | ----------------------------- | ------ | --------------- | ----- |
|                         | Partido Social Democrata      | 8 204  | 34,51 / 100,00  | 4,84  |
|                         | Partido Socialista            | 6 429  | 27,04 / 100,00  | 12,21 |
|                         | Centro Democrático Social     | 3 973  | 16,71 / 100,00  | 2,38  |
|                         | Partido Renovador Democrático | 2 410  | 10,14 / 100,00  | Novo  |
|                         | Aliança Povo Unido            | 1 609  | 6,77 / 100,00   | 0,32  |
|                         | Outros                        | 662    | 2,79 / 100,00   |       |
| Votos Inválidos         | Votos Inválidos               | 487    | 2,04 / 100,00   | 0,16  |
| Total                   | Total                         | 23 774 | 100,00 / 100,00 |       |
| Eleitorado/Participação | Eleitorado/Participação       | 33 293 | 71,41 / 100,00  | 3,90  |

### Albergaria-a-Velha
| Partido                 | Partido                       | Votos  | %               | +/-   |
| ----------------------- | ----------------------------- | ------ | --------------- | ----- |
|                         | Partido Social Democrata      | 4 805  | 40,29 / 100,00  | 3,14  |
|                         | Partido Socialista            | 2 518  | 21,12 / 100,00  | 12,07 |
|                         | Centro Democrático Social     | 2 077  | 17,42 / 100,00  | 2,54  |
|                         | Partido Renovador Democrático | 1 407  | 11,80 / 100,00  | Novo  |
|                         | Aliança Povo Unido            | 521    | 4,37 / 100,00   | 0,23  |
|                         | Outros                        | 326    | 2,74 / 100,00   |       |
| Votos Inválidos         | Votos Inválidos               | 271    | 2,27 / 100,00   | 0,03  |
| Total                   | Total                         | 11 925 | 100,00 / 100,00 |       |
| Eleitorado/Participação | Eleitorado/Participação       | 16 301 | 73,16 / 100,00  | 3,30  |

### Anadia
| Partido                 | Partido                       | Votos  | %               | +/-  |
| ----------------------- | ----------------------------- | ------ | --------------- | ---- |
|                         | Partido Social Democrata      | 8 241  | 46,99 / 100,00  | 3,35 |
|                         | Partido Socialista            | 3 621  | 20,65 / 100,00  | 8,93 |
|                         | Centro Democrático Social     | 2 690  | 15,34 / 100,00  | 2,17 |
|                         | Partido Renovador Democrático | 1 283  | 7,32 / 100,00   | Novo |
|                         | Aliança Povo Unido            | 682    | 3,89 / 100,00   | 0,02 |
|                         | Outros                        | 493    | 2,82 / 100,00   |      |
| Votos Inválidos         | Votos Inválidos               | 508    | 3,01 / 100,00   | 0,24 |
| Total                   | Total                         | 17 538 | 100,00 / 100,00 |      |
| Eleitorado/Participação | Eleitorado/Participação       | 23 197 | 75,60 / 100,00  | 2,28 |

### Arouca
| Partido                 | Partido                       | Votos  | %               | +/-  |
| ----------------------- | ----------------------------- | ------ | --------------- | ---- |
|                         | Partido Social Democrata      | 6 040  | 46,53 / 100,00  | 3,09 |
|                         | Centro Democrático Social     | 2 404  | 18,52 / 100,00  | 4,54 |
|                         | Partido Socialista            | 2 080  | 16,02 / 100,00  | 7,92 |
|                         | Partido Renovador Democrático | 1 222  | 9,41 / 100,00   | Novo |
|                         | Aliança Povo Unido            | 427    | 3,29 / 100,00   | 0,21 |
|                         | Partido da Democracia Cristã  | 131    | 1,01 / 100,00   | 0,10 |
|                         | Outros                        | 337    | 2,58 / 100,00   |      |
| Votos Inválidos         | Votos Inválidos               | 340    | 2,62 / 100,00   | 0,08 |
| Total                   | Total                         | 12 981 | 100,00 / 100,00 |      |
| Eleitorado/Participação | Eleitorado/Participação       | 17 626 | 73,65 / 100,00  | 3,84 |

### Aveiro
| Partido                 | Partido                       | Votos  | %               | +/-   |
| ----------------------- | ----------------------------- | ------ | --------------- | ----- |
|                         | Partido Social Democrata      | 12 871 | 35,73 / 100,00  | 7,04  |
|                         | Partido Socialista            | 7 196  | 19,97 / 100,00  | 13,44 |
|                         | Centro Democrático Social     | 6 765  | 18,78 / 100,00  | 6,71  |
|                         | Partido Renovador Democrático | 4 824  | 13,39 / 100,00  | Novo  |
|                         | Aliança Povo Unido            | 2 482  | 6,89 / 100,00   | 0,61  |
|                         | Outros                        | 1 046  | 2,90 / 100,00   |       |
| Votos Inválidos         | Votos Inválidos               | 843    | 2,34 / 100,00   | 0,03  |
| Total                   | Total                         | 36 027 | 100,00 / 100,00 |       |
| Eleitorado/Participação | Eleitorado/Participação       | 46 554 | 77,39 / 100,00  | 2,37  |

### Castelo de Paiva
| Partido                 | Partido                       | Votos  | %               | +/-   |
| ----------------------- | ----------------------------- | ------ | --------------- | ----- |
|                         | Partido Social Democrata      | 2 958  | 36,03 / 100,00  | 1,12  |
|                         | Partido Socialista            | 2 604  | 31,72 / 100,00  | 13,67 |
|                         | Partido Renovador Democrático | 1 127  | 13,73 / 100,00  | Novo  |
|                         | Centro Democrático Social     | 609    | 7,42 / 100,00   | 1,75  |
|                         | Aliança Povo Unido            | 376    | 4,58 / 100,00   | 0,49  |
|                         | Partido da Democracia Cristã  | 85     | 1,04 / 100,00   | 0,20  |
|                         | União Democrática Popular     | 82     | 1,00 / 100,00   | 0,20  |
|                         | Outros                        | 157    | 1,90 / 100,00   |       |
| Votos Inválidos         | Votos Inválidos               | 212    | 2,59 / 100,00   | 0,29  |
| Total                   | Total                         | 8 210  | 100,00 / 100,00 |       |
| Eleitorado/Participação | Eleitorado/Participação       | 11 753 | 69,85 / 100,00  | 8,27  |

### Espinho
| Partido                 | Partido                       | Votos  | %               | +/-   |
| ----------------------- | ----------------------------- | ------ | --------------- | ----- |
|                         | Partido Social Democrata      | 7 129  | 35,34 / 100,00  | 4,48  |
|                         | Partido Socialista            | 4 915  | 24,36 / 100,00  | 15,61 |
|                         | Partido Renovador Democrático | 3 180  | 15,76 / 100,00  | Novo  |
|                         | Aliança Povo Unido            | 2 639  | 13,08 / 100,00  | 2,17  |
|                         | Centro Democrático Social     | 1 381  | 6,85 / 100,00   | 2,62  |
|                         | Outros                        | 519    | 2,56 / 100,00   |       |
| Votos Inválidos         | Votos Inválidos               | 411    | 2,03 / 100,00   | 0,41  |
| Total                   | Total                         | 20 174 | 100,00 / 100,00 |       |
| Eleitorado/Participação | Eleitorado/Participação       | 25 117 | 80,32 / 100,00  | 2,48  |

### Estarreja
| Partido                 | Partido                       | Votos  | %               | +/-   |
| ----------------------- | ----------------------------- | ------ | --------------- | ----- |
|                         | Partido Social Democrata      | 6 430  | 42,81 / 100,00  | 1,22  |
|                         | Partido Renovador Democrático | 2 511  | 16,72 / 100,00  | Novo  |
|                         | Partido Socialista            | 2 482  | 16,52 / 100,00  | 12,54 |
|                         | Centro Democrático Social     | 1 671  | 11,12 / 100,00  | 3,77  |
|                         | Aliança Povo Unido            | 1 069  | 7,12 / 100,00   | 1,39  |
|                         | Partido da Democracia Cristã  | 153    | 1,02 / 100,00   | 0,10  |
|                         | Outros                        | 358    | 2,39 / 100,00   |       |
| Votos Inválidos         | Votos Inválidos               | 347    | 2,31 / 100,00   | 0,51  |
| Total                   | Total                         | 15 021 | 100,00 / 100,00 |       |
| Eleitorado/Participação | Eleitorado/Participação       | 19 933 | 75,36 / 100,00  | 2,83  |

### Ílhavo
| Partido                 | Partido                       | Votos  | %               | +/-   |
| ----------------------- | ----------------------------- | ------ | --------------- | ----- |
|                         | Partido Social Democrata      | 6 803  | 41,07 / 100,00  | 4,05  |
|                         | Partido Socialista            | 3 710  | 22,40 / 100,00  | 14,18 |
|                         | Partido Renovador Democrático | 2 294  | 13,85 / 100,00  | Novo  |
|                         | Centro Democrático Social     | 1 859  | 11,22 / 100,00  | 2,98  |
|                         | Aliança Povo Unido            | 1 043  | 6,30 / 100,00   | 1,17  |
|                         | Outros                        | 478    | 2,87 / 100,00   |       |
| Votos Inválidos         | Votos Inválidos               | 377    | 2,28 / 100,00   | 0,16  |
| Total                   | Total                         | 16 564 | 100,00 / 100,00 |       |
| Eleitorado/Participação | Eleitorado/Participação       | 23 173 | 71,48 / 100,00  | 3,18  |

### Mealhada
| Partido                 | Partido                       | Votos  | %               | +/-   |
| ----------------------- | ----------------------------- | ------ | --------------- | ----- |
|                         | Partido Socialista            | 3 719  | 36,03 / 100,00  | 16,92 |
|                         | Partido Social Democrata      | 2 720  | 26,35 / 100,00  | 1,30  |
|                         | Partido Renovador Democrático | 1 455  | 14,10 / 100,00  | Novo  |
|                         | Aliança Povo Unido            | 1 096  | 10,62 / 100,00  | 0,10  |
|                         | Centro Democrático Social     | 727    | 7,04 / 100,00   | 0,57  |
|                         | Outros                        | 291    | 2,82 / 100,00   |       |
| Votos Inválidos         | Votos Inválidos               | 314    | 3,04 / 100,00   | 0,19  |
| Total                   | Total                         | 10 322 | 100,00 / 100,00 |       |
| Eleitorado/Participação | Eleitorado/Participação       | 14 545 | 70,97 / 100,00  | 4,13  |

### Murtosa
| Partido                 | Partido                       | Votos | %               | +/-  |
| ----------------------- | ----------------------------- | ----- | --------------- | ---- |
|                         | Partido Social Democrata      | 3 055 | 60,23 / 100,00  | 2,88 |
|                         | Partido Socialista            | 715   | 14,10 / 100,00  | 6,10 |
|                         | Centro Democrático Social     | 536   | 10,57 / 100,00  | 2,48 |
|                         | Partido Renovador Democrático | 328   | 6,47 / 100,00   | Novo |
|                         | Aliança Povo Unido            | 146   | 2,88 / 100,00   | 0,38 |
|                         | Outros                        | 124   | 2,44 / 100,00   |      |
| Votos Inválidos         | Votos Inválidos               | 168   | 3,31 / 100,00   | 0,33 |
| Total                   | Total                         | 5 072 | 100,00 / 100,00 |      |
| Eleitorado/Participação | Eleitorado/Participação       | 7 347 | 69,03 / 100,00  | 4,76 |

### Oliveira de Azeméis
| Partido                 | Partido                       | Votos  | %               | +/-   |
| ----------------------- | ----------------------------- | ------ | --------------- | ----- |
|                         | Partido Social Democrata      | 13 094 | 37,54 / 100,00  | 2,19  |
|                         | Partido Socialista            | 7 913  | 22,69 / 100,00  | 17,07 |
|                         | Partido Renovador Democrático | 6 205  | 17,79 / 100,00  | Novo  |
|                         | Centro Democrático Social     | 3 842  | 11,01 / 100,00  | 2,24  |
|                         | Aliança Povo Unido            | 1 881  | 5,39 / 100,00   | 1,20  |
|                         | Outros                        | 1 237  | 3,55 / 100,00   |       |
| Votos Inválidos         | Votos Inválidos               | 709    | 2,03 / 100,00   | 0,10  |
| Total                   | Total                         | 34 881 | 100,00 / 100,00 |       |
| Eleitorado/Participação | Eleitorado/Participação       | 45 843 | 76,09 / 100,00  | 3,40  |

### Oliveira do Bairro
| Partido                 | Partido                       | Votos  | %               | +/-  |
| ----------------------- | ----------------------------- | ------ | --------------- | ---- |
|                         | Partido Social Democrata      | 5 648  | 53,09 / 100,00  | 4,37 |
|                         | Centro Democrático Social     | 2 570  | 24,16 / 100,00  | 3,61 |
|                         | Partido Socialista            | 1 176  | 11,05 / 100,00  | 5,46 |
|                         | Partido Renovador Democrático | 577    | 5,42 / 100,00   | Novo |
|                         | Aliança Povo Unido            | 177    | 1,66 / 100,00   | 0,49 |
|                         | Outros                        | 202    | 1,91 / 100,00   |      |
| Votos Inválidos         | Votos Inválidos               | 288    | 2,71 / 100,00   | 0,08 |
| Total                   | Total                         | 10 638 | 100,00 / 100,00 |      |
| Eleitorado/Participação | Eleitorado/Participação       | 14 083 | 75,54 / 100,00  | 4,32 |

### Ovar
| Partido                 | Partido                       | Votos  | %               | +/-   |
| ----------------------- | ----------------------------- | ------ | --------------- | ----- |
|                         | Partido Social Democrata      | 8 091  | 33,36 / 100,00  | 3,40  |
|                         | Partido Socialista            | 5 421  | 22,35 / 100,00  | 19,60 |
|                         | Partido Renovador Democrático | 4 845  | 19,98 / 100,00  | Novo  |
|                         | Aliança Povo Unido            | 2 720  | 11,22 / 100,00  | 1,07  |
|                         | Centro Democrático Social     | 1 684  | 6,94 / 100,00   | 3,54  |
|                         | União Democrática Popular     | 382    | 1,58 / 100,00   | 0,54  |
|                         | Outros                        | 588    | 2,44 / 100,00   |       |
| Votos Inválidos         | Votos Inválidos               | 519    | 2,14 / 100,00   | 0,22  |
| Total                   | Total                         | 24 250 | 100,00 / 100,00 |       |
| Eleitorado/Participação | Eleitorado/Participação       | 32 918 | 73,67 / 100,00  | 2,90  |

### Santa Maria da Feira
| Partido                 | Partido                       | Votos  | %               | +/-   |
| ----------------------- | ----------------------------- | ------ | --------------- | ----- |
|                         | Partido Social Democrata      | 21 823 | 35,59 / 100,00  | 4,66  |
|                         | Partido Socialista            | 18 442 | 30,08 / 100,00  | 17,17 |
|                         | Partido Renovador Democrático | 8 301  | 13,54 / 100,00  | Novo  |
|                         | Centro Democrático Social     | 5 489  | 8,95 / 100,00   | 1,69  |
|                         | Aliança Povo Unido            | 4 005  | 6,53 / 100,00   | 0,14  |
|                         | Outros                        | 2 005  | 3,27 / 100,00   |       |
| Votos Inválidos         | Votos Inválidos               | 1 252  | 2,04 / 100,00   | 0,13  |
| Total                   | Total                         | 61 317 | 100,00 / 100,00 |       |
| Eleitorado/Participação | Eleitorado/Participação       | 79 120 | 77,50 / 100,00  | 3,64  |

### São João da Madeira
| Partido                 | Partido                       | Votos  | %               | +/-   |
| ----------------------- | ----------------------------- | ------ | --------------- | ----- |
|                         | Partido Social Democrata      | 3 237  | 29,49 / 100,00  | 3,51  |
|                         | Partido Socialista            | 2 847  | 25,94 / 100,00  | 17,94 |
|                         | Partido Renovador Democrático | 1 920  | 17,49 / 100,00  | Novo  |
|                         | Centro Democrático Social     | 1 508  | 13,74 / 100,00  | 2,65  |
|                         | Aliança Povo Unido            | 948    | 8,64 / 100,00   | 0,81  |
|                         | Outros                        | 312    | 2,82 / 100,00   |       |
| Votos Inválidos         | Votos Inválidos               | 205    | 1,87 / 100,00   | 0,10  |
| Total                   | Total                         | 10 977 | 100,00 / 100,00 |       |
| Eleitorado/Participação | Eleitorado/Participação       | 13 730 | 79,95 / 100,00  | 3,61  |

### Sever do Vouga
| Partido                 | Partido                       | Votos  | %               | +/-  |
| ----------------------- | ----------------------------- | ------ | --------------- | ---- |
|                         | Partido Social Democrata      | 3 925  | 47,08 / 100,00  | 5,32 |
|                         | Centro Democrático Social     | 1 740  | 20,87 / 100,00  | 1,88 |
|                         | Partido Socialista            | 1 264  | 15,16 / 100,00  | 5,41 |
|                         | Partido Renovador Democrático | 695    | 8,34 / 100,00   | Novo |
|                         | Aliança Povo Unido            | 277    | 3,32 / 100,00   | 0,14 |
|                         | Partido da Democracia Cristã  | 83     | 1,00 / 100,00   | 0,30 |
|                         | Outros                        | 149    | 1,80 / 100,00   |      |
| Votos Inválidos         | Votos Inválidos               | 203    | 2,43 / 100,00   | 0,18 |
| Total                   | Total                         | 8 336  | 100,00 / 100,00 |      |
| Eleitorado/Participação | Eleitorado/Participação       | 10 611 | 78,56 / 100,00  | 3,76 |

### Vagos
| Partido                 | Partido                       | Votos  | %               | +/-  |
| ----------------------- | ----------------------------- | ------ | --------------- | ---- |
|                         | Partido Social Democrata      | 5 309  | 51,49 / 100,00  | 2,57 |
|                         | Centro Democrático Social     | 2 884  | 27,97 / 100,00  | 1,85 |
|                         | Partido Socialista            | 1 138  | 11,04 / 100,00  | 2,13 |
|                         | Partido Renovador Democrático | 426    | 4,13 / 100,00   | Novo |
|                         | Aliança Povo Unido            | 125    | 1,21 / 100,00   | 0,30 |
|                         | Outros                        | 204    | 1,98 / 100,00   |      |
| Votos Inválidos         | Votos Inválidos               | 224    | 2,17 / 100,00   | 0,04 |
| Total                   | Total                         | 10 310 | 100,00 / 100,00 |      |
| Eleitorado/Participação | Eleitorado/Participação       | 13 653 | 75,51 / 100,00  | 2,43 |

### Vale de Cambra
| Partido                 | Partido                       | Votos  | %               | +/-   |
| ----------------------- | ----------------------------- | ------ | --------------- | ----- |
|                         | Partido Social Democrata      | 4 857  | 34,80 / 100,00  | 2,56  |
|                         | Centro Democrático Social     | 3 088  | 22,13 / 100,00  | 6,60  |
|                         | Partido Socialista            | 2 658  | 19,05 / 100,00  | 10,48 |
|                         | Partido Renovador Democrático | 2 016  | 14,45 / 100,00  | Novo  |
|                         | Aliança Povo Unido            | 512    | 3,67 / 100,00   | 0,17  |
|                         | Outros                        | 438    | 3,37 / 100,00   |       |
| Votos Inválidos         | Votos Inválidos               | 353    | 2,53 / 100,00   | 0,06  |
| Total                   | Total                         | 13 956 | 100,00 / 100,00 |       |
| Eleitorado/Participação | Eleitorado/Participação       | 18 095 | 77,13 / 100,00  | 2,67  |